# Insaculació

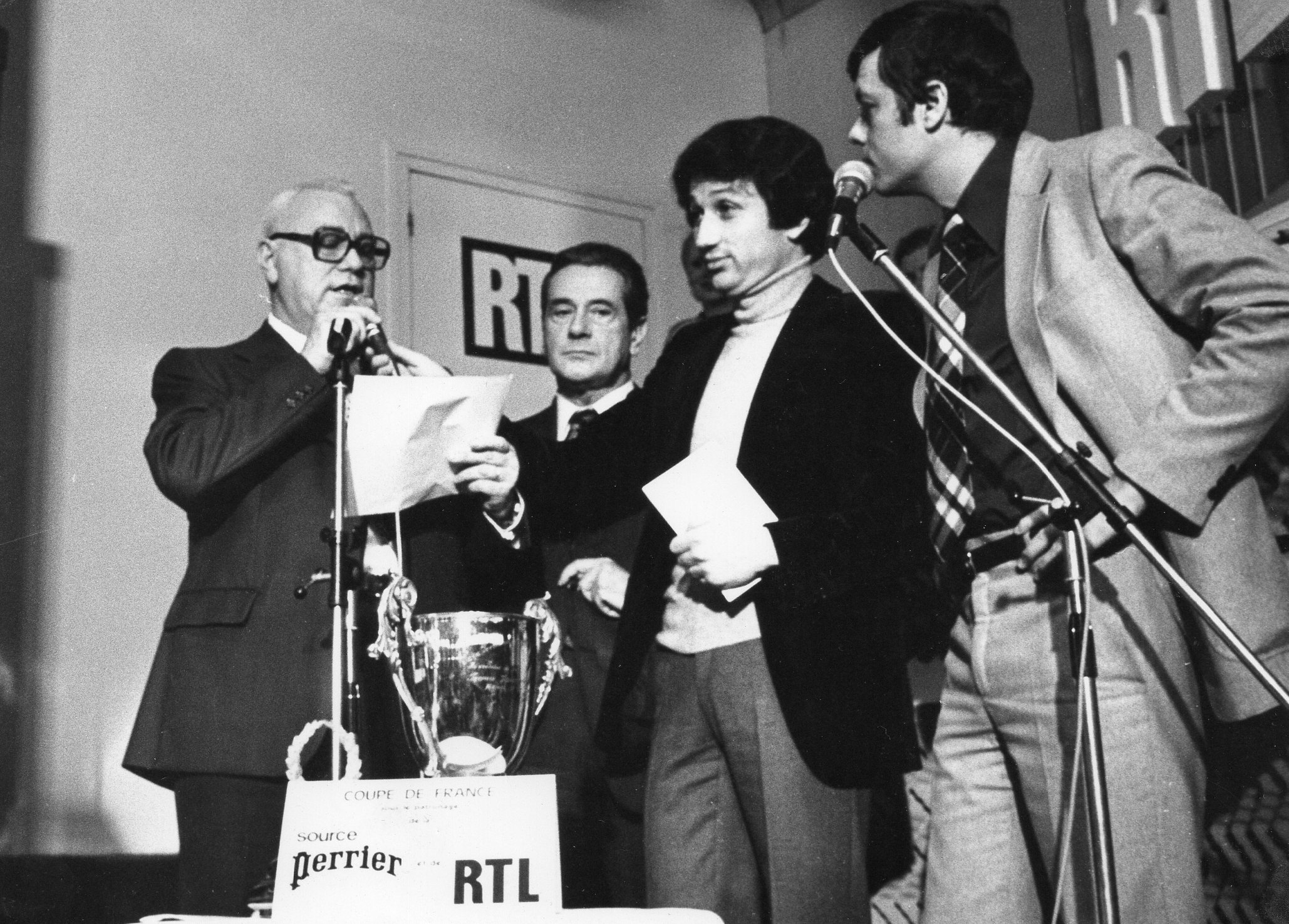
Insaculació emprada en la "Coupe de France" als estudis RTL (1978)

La insaculació era una forma d'elecció de càrrecs feta per sorteig, consisteix en la selecció dels funcionaris polítics com a mostra aleatòria d'un grup més gran de candidats, un sistema destinat a garantir que totes les parts competents i interessades tinguin una igualtat d'accés a càrrecs públics.
La insaculació permet reduir al mínim el fraccionisme, ja que no hi ha cap sentit fer promeses per guanyar-se sobre les circumscripcions clau si s'haguessin de triar per sorteig, mentre que les eleccions, en canvi, el fomenten. En l'antiga democràcia atenenca, l'ordenació era el mètode tradicional i primari per nomenar funcionaris polítics, i el seu ús era considerat com una característica principal de la democràcia.
Fou emprat, a la darreria de l'edat mitjana per a procedir a l'elecció de càrrecs en els governs municipals, en les confraries o gremis, en els consolats i en la Diputació del General del Principat de Catalunya. Els noms dels candidats -establerts prèviament- eren ficats en un sac (insaculats) i eren trets a l'atzar, sovint per un infant de menys de set anys. Avui en dia, la classificació s'utilitza habitualment per seleccionar jurats potencials en sistemes jurídics basats en dret comú i de vegades s'utilitza per formar grups ciutadans amb poder polític assessor (jurats de ciutadans o assemblees de ciutadans).

## Ciutadà insaculat
Així com l'elecció per insaculació era l'acte on s'extreien les boles del sac, el ciutadà podia ser "insaculat" abans (com candidat a ser elegit) mitjançant diferents mètodes segons les èpoques i els països. A Atenes, per ser finalment elegits pel sorteig, els ciutadans s'escollien entre els candidats disponibles, després d'una mena de loteria a les màquines de klerotèrion. A Catalunya els ciutadans eren insaculats a certa edat mínima, que variava pels diferents estaments i romandrien insaculats fins a la seva mort si així ho volien, fet que quedava registrat i d'on s'ha tret, en molts casos, la data de defunció no documentada d'algun personatge històric, del que no es tenia la partida de defunció. Manuscrits de Ramón Llull demostren que la seva obra es va avançar uns quants segles a treballs destacats sobre la teoria de les eleccions.

## Història

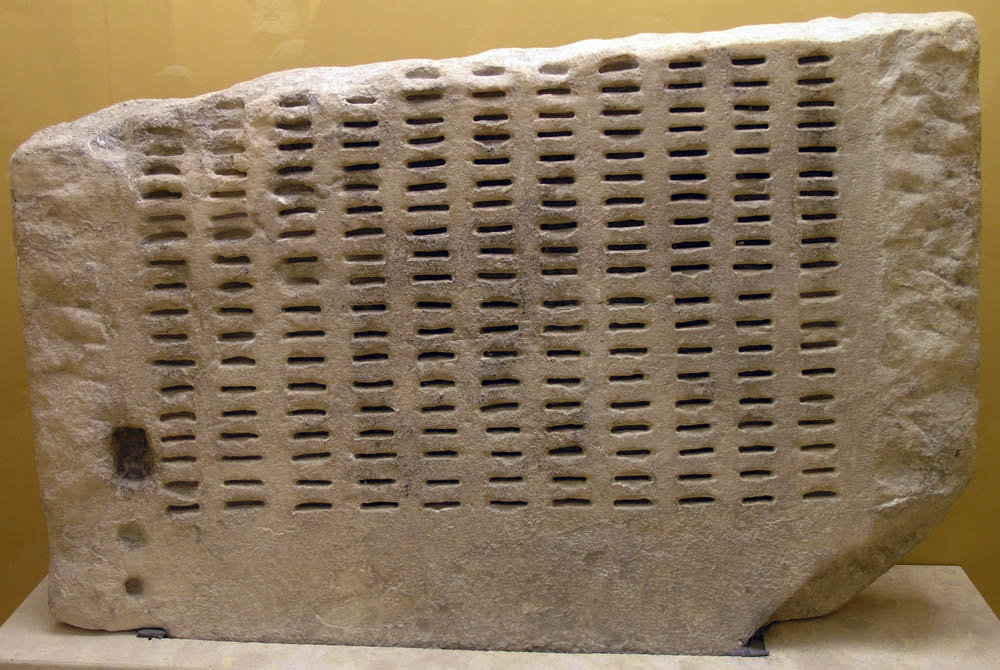
Un klerotèrion al Museu de l'Àgora d'Atenes

### Antiga Atenes
La democràcia atenenca es va desenvolupar al segle vi aC a partir del que aleshores es va anomenar isonomia (igualtat de dret i drets polítics). L'ordenació era aleshores la manera principal d'aconseguir aquesta equitat. Es va utilitzar per escollir a la majoria dels magistrats per als seus comitès de govern i per als seus jurats (normalment de 501 homes). Aristòtil relaciona la igualtat i la democràcia:
La democràcia va sorgir de la idea que els qui són iguals en qualsevol sentit són iguals absolutament. Tots són lliures, per la qual cosa afirmen que tots són lliures de forma absoluta... El següent és quan els demòcrates, ja que tots són iguals, reivindiquen la participació igualitària en tot. 
S'accepta com a democràtic quan els càrrecs públics s'assignen per sorteig; i com a oligàrquics quan s'omplen per eleccions. 
A Atenes, la "democràcia" (que significa literalment el govern del poble) s'oposava a aquells que recolzaven un sistema d' oligarquia (govern per uns pocs). La democràcia atenenca es caracteritzava per ser dirigida pels "molts" (la gent corrent) que es van assignar als comitès que gestionaven el govern. Tucídides té que Pericles va apuntar-se a la seva Oració Funerària: "És administrada per molts en lloc dels pocs; per això es diu democràcia".
Els atenesos creien que l'ordenació era democràtica però no a les eleccions i utilitzaven procediments complexos amb màquines d'assignació construïdes a propòsit (kleroteria) per evitar les pràctiques corruptes que utilitzaven els oligarques per adquirir el seu càrrec. Segons l'autor Mogens Herman Hansen, el tribunal ciutadà era superior a l'assemblea perquè els membres adjudicats havien fet un jurament que els ciutadans habituals de l'assemblea no havien fet i, per tant, el tribunal poder anul·lar les decisions de l'assemblea. Tant Aristòtil com Heròdot (un dels primers escriptors sobre democràcia) posen èmfasi en la selecció per sort com a prova de la democràcia: "La regla del poble té el nom més just de tots, igualtat (isonomia) i no fa cap de les coses. que el monarca fa. El lot determina els càrrecs, el poder es fa responsable i la deliberació es fa en públic. " 
La beca passada va mantenir que l'ordenació tenia arrels en l'ús de l'atzar per adivinar la voluntat dels déus, però aquesta visió ja no és general entre els estudiosos. En la mitologia grega antiga, Zeus, Posidó i Hades van utilitzar la classificació per determinar qui dominava quin domini. Zeus va obtenir el cel, Posidó el mar i Hades l'inframón.
A Atenes, per ser elegits per sorteig, els ciutadans s'escollien entre el candidats disponibles, després a una mena de loteria a les màquines de klerotèrion. Els càrrecs assignats per sorteig generalment tenien una durada d'un any. Un ciutadà no va podia se elegit pre a un càrrec concret més d'una vegada a la seva vida, però podia presentar-se a altres magistratures. Tots els ciutadans masculins majors de 30 anys que no havien estat abandonats per atímia eren elegibles. Els seleccionats mitjançant loteria s'havien de sotmetre a un examen anomenat "dokimasia" per evitar que fossin elegits funcionaris incompetents. Rarament els ciutadans seleccionats eren descartats. magistrats, una vegada en lloc, van eren sotmesos a un control constant per part de l'Assemblea. Els magistrats nomenats per sorteig havien de rendir compte del seu temps en el càrrec després de la seva excedència, anomenats euthynai. Tanmateix, qualsevol ciutadà podia sol·licitar la suspensió d'un magistrat per un motiu determinat.

### Llombardia i Venècia - delseglexiial XVIII
La insaculació o brevia es va utilitzar a les ciutats estat de la Llombardia durant els segles xii i xiii i a Venècia fins a finals del segle xviii. Els homes, escollits a l'atzar, feien un jurament que no actuaven sota suborn, i després elegien els membres del consell. El vot i l'elecció dels candidats incloïa generalment propietaris, consellers, membres dels gremis i, de vegades, artesans. El Doge de Venècia s'elegia mitjançant un complex procés de nominació, votació i ordenació.
La insaculació s'utilitzava en el sistema venecià només per poder seleccionar membres dels comitès que servien per a designar els candidats al Gran Consell. En aquest procés de múltiples etapes s'utilitzava una combinació d'eleccions i insaculació. A diferència de Florència i Atenes per a seleccionar magistrats s'utilitzava únicament. La insaculació ,. L'ús de la insaculació per seleccionar candidats va dificultar l'exercici del poder de les sectes polítiques i va descoratjar la campanya. Al reduir la intriga i els moviments de poder dins del Gran Consell, es va mantenir la cohesió entre la noblesa veneciana, contribuint a l'estabilitat d'aquesta república. Les màximes magistratures generalment encara es mantenien en el control de les famílies d'elit.

### Florència - Edicions delseglexivi XV
La insaculació es va utilitzar a Florència durant més d'un segle a partir del 1328. Es crear un grup de candidats dels diferents sectors de la ciutat a partir dels ciutadans amb possibilitat de ser elegits. Els noms d'aquests ciutadans es dipositaven en un sac, i s'escollia l'elegit per insaculació. El sistema es va anar obrint gradualment als gremis menors, assolint el màxim nivell de participació ciutadana renaixentista cap el 1378–82.
El sistema de insaculació es va utilitzar principalment per seleccionar els magistrats i els membres de la Signoria durant els períodes republicans. S'utilitzava una combinació d'insaculació i escrutini per part de la gent, establert per les ordenances de 1328. A partir edl 1494, Florència va fundar un Gran Consell seguint el model de Venècia. Més tard, els nominadors van ser triats per sorteig entre els membres del Gran Consell, fet que va portar a una disminució del poder aristocràtic.

### Catalunya
Des de mitjan segle xiv, la insaculació s'havia aplicat totalment o parcialment per a la provisió de magistratures municipals de Catalunya. No obstant això, van ser els privilegis concedits per Ferran II d'Aragó (privilegis de 1498, ampliats el 1499), els que van establir el sistema insaculatori en diversos municipis catalans que més tard es va generalitzar i estendre a altres corporacions. L'eficàcia del sistema coincideix amb el descrèdit de l'elecció mediatitzada i no lliure, motiu de partidismes locals i lluites intestines a les ciutats.

### Generalitat de Catalunya
En el cas de la Generalitat de Catalunya, s'instaurà a les Corts de Barcelona (1493), sota el regnat de Ferran II. La llista dels noms dels insaculats figurava registrada al Llibre de l'Ànima. El nombre d'insaculats que es va fixar va ser:
- 66 membres del braç eclesiàstic.
- 250 del braç militar organitzat per vegueries.
- 206 del braç reial de les ciutats i viles de Barcelona, Lleida, Perpinyà, Girona, Tortosa, Vic, Puigcerdà, Cervera, Besalú i Torroella de Montgrí. El 1524 s'afegiren Manresa i Balaguer.

El 1498, cinc anys més tard que a la Generalitat de Catalunya, es va establir el sistema d'insaculació per al Consell de Cent. El 1654, dos anys després del final de la Guerra dels Segadors, els oficis menors del General de Catalunya també passen a ser insaculats per un decret signat pel rei Felip III d'Aragó.
Pel decret de Nova planta (1716) es va abolir el règim d'insaculació.

### Espanya
En l'actualitat la insaculació s'utilitza per a la designació del diputat que ha de començar la votació en una sessió d'investidura del President del Govern d'Espanya. A més, també s'utilitza en el procediment civil per a la designació de perits quan les parts no han pogut posar-se prèviament d'acord en el seu nomenament, o perquè cada tribunal triï d'unes llistes al perit d'ofici que actuarà en un determinat cas. També és el mètode usat per a l'elecció dels 8 membres de la Junta Electoral Central, d'entre els magistrats del Tribunal Suprem (art. 9 de la LO 5/1985, LOREG).

### Suïssa
Com que es podia obtenir un benefici financer a través del càrrec d'alcalde, algunes parts de Suïssa van utilitzar la selecció aleatòria durant els anys entre 1640 i 1837 per prevenir la corrupció.

### Índia
El govern local en algunes parts de Tamil Nadu com el poble d'Uttiramerur utilitzava tradicionalment un sistema conegut com a kuda-olai on els noms dels candidats al comitè del poble eren escrits en fulles de palma i posats en una olla i extrets per un nen.